# Jeanne Golay
Jeanne Marie Golay (nascido em 16 de abril de 1962) é uma e-ciclista olímpica estadunidense. Representou sua nação nos Jogos Olímpicos de Verão de 1992 e 1996.